# Webley Self-Loading Pistol
Webley Self-Loading Pistol ist die Bezeichnung einer frühen britischen Selbstladepistole.

## Ursprung und Einsatz
Um das Jahr 1900 entwarf Webley & Scott eine erste Selbstladepistole, die Mars Automatic Pistol, die keinen Absatz fand. Im Jahr 1910 versuchte das Unternehmen erneut, neben seinen Revolvern auch für seine Pistolen einen Regierungsauftrag zu erlangen. Die British Army zeigte wenig Interesse. Die Magazinkapazität stieg gegenüber den vorhandenen Revolvern nur um einen Schuss an. Dieser Zugewinn erschien dem Heer als zu gering, sodass eine Anschaffung von größeren Stückzahlen nicht in Betracht gezogen wurde. Die Royal Navy hingegen führte die Waffe im Jahr 1912 ein, hatte aber als Marine keinen großen Bedarf an solchen Waffen. Insgesamt wurden etwa 8000 Stück an das Militär geliefert. Mit dem Ausbruch des Ersten Weltkrieges wurde die aufwändige Produktion der Pistolen aber zugunsten der bewährten Revolver zurückgestellt. Ein begrenzter Einsatz fand im Jahr 1915 bei Truppen der Royal Horse Artillery (RHA) statt; wegen mangelnder Akzeptanz wurden keine weiteren Exemplare geordert. Geringe Stückzahlen gingen zudem an das Royal Flying Corps.

## Technik
Die verwendete Patrone war vergleichsweise leistungsstark und benötigte eine starre Verriegelung. Ein Ansatz hinten am Lauf rastete in die Hülsenauswurföffnung ein. Sobald der Schlitten nach der Schussabgabe etwas zurückgeglitten war, drückten Führungsschienen den Lauf schräg nach unten. Diese Verzögerung ließ den Gasdruck weit genug abfallen, sodass sich die Verriegelung nun gefahrlos aufhob. Das Modell stellte einen frühen Stand der Entwicklung von Pistolen dar und war daher sehr schwer. Ein antiquiertes Merkmal war die Magazinsperre (cut-off). Bei einigen britischen Militärgewehren war es möglich, die Patronenzufuhr vom Magazin zu unterbrechen, um sie dann im Einzellader-Modus zu betreiben. Mit den ungleich kleineren Pistolenpatronen war das zwar wenig praktikabel, wurde aber gleichwohl (wie von der Prüfkommission des Militärs gefordert) eingebaut. Statt einer Schraubenfeder unter dem Lauf sorgte eine Blattfeder im Griffstück für den Rücklauf des Schlittens. Die Pistole war robust, aber auch recht klobig und hatte keine guten Deutschuss-Eigenschaften. In RHA-Modellen war die Montage eines Anschlagschaftes möglich, dieser war jedoch sperrig. Eine Handballensicherung verhinderte, dass sich Schüsse ohne Betätigung des Abzuges lösten.

## Munition
Für die Munition wurde auf die bewährte Revolverpatrone im Kaliber .455 Webley zurückgegriffen, wobei die Hülse leicht abgewandelt und mit einem Halbrand versehen wurde. Das sollte später schwerwiegende Auswirkungen haben. Zunächst musste eine andere Treibladung eingesetzt werden. Die Rückstände der bislang verwendeten Korditladung verursachten hier Ladehemmungen. Diese Probleme wurden zwar durch höhere Beimengungen von Nitrozellulose gelöst, dadurch stieg aber der Gasdruck erheblich an. Mit dem Halbrand war ein Laden der neuen Pistolenmunition jedoch auch in Revolvern möglich, was bei Verwechslungen zu Trommelsprengungen führen konnte.
1905 entwickelte die Firma Webley & Scott einen Prototyp im Kaliber 9 mm, die ebenfalls die aufgezeigten Mängel hatte.